# 特別地方消費税
特別地方消費税（とくべつちほうしょうひぜい）は、かつて日本で飲食店などでの飲食、遊興に課された税金である。
地方税法及び国有資産等所在市町村交付金法の一部を改正する法律（平成9年法律第9号）により、2000年3月31日をもって廃止された。

## 沿革
この税金の歴史は複雑である。
- 1878年（明治11年）

地方税規則（明治11年太政官布告第19号）において雑種税の項目で料理屋、旅籠屋、鮨屋等の諸飲食店、芸妓等に対する課税が公認されている。
- 大正時代

地方公共団体により遊興税、歓興税が創設される。
- 1939年（昭和14年）

本年12月、日中戦争を契機として全国的に奢侈的消費を抑制する趣旨から国税に移管されるとともに、地方団体は附加税を設けることができないこととされた。
- 1940年（昭和15年）

遊興飲食税法（昭和15年3月29日法律第41号）が成立。収入の一定割合を地方分与税の中の配付税財源に繰り入れて財政調整資金として地方に配付されることとなる。
- 1947年（昭和22年）

地方自治法（昭和22年法律第67号）の成立など地方制度の大変革に伴い、再び地方税に還元される。遊興税として道府県が課し、市町村は附加税を課することとされた。
- 1948年（昭和23年）

地方税法（昭和25年法律第226号）の制定により附加税制が全面的に廃止される。これにより遊興飲食税として道府県のみが課税することとなる。
- 1961年（昭和36年）

税の性格を的確に表現し、消費者の理解を得やすくする見地から、名称を料理飲食等消費税（略称：料飲税）と変更。
- 1988年（昭和63年）

消費税導入に伴い、地方税法の一部を改正する法律（昭和63年法律第110号）により特別地方消費税と改称された。
- 2000年（平成12年）

特定の業界や利用者に対して不利益を生じさせる（特に消費税導入後）との声が大きくなり、業界団体（全旅連など）の反対運動を経て、平成9年法律9号により2000年（平成12年）3月31日をもって廃止された。

## 税率・免税点
いずれも2000年の廃止時点。
- 税率：3％。
- 免税点
  - 宿泊：15,000円
  - 飲食：7,500円

いずれも1人当たりの料金（サービス料込み）。